# Klavdija Bojarskichová
Klavdija Sergejevna Bojarskichová, rusky Клавдия Сергеевна Боярских (11. listopadu 1939 Verchňaja Pyšma, Sovětský svaz – 12. prosince 2009 Jekatěrinburg, Rusko) byla sovětská běžkyně na lyžích. Na Zimních olympijských hrách 1964 v Innsbrucku získala tři zlaté olympijské medaile. Na mistrovství světa v klasickém lyžování 1966 vyhrála závod na 10 km a štafetu a byla druhá na 5 km. Šestkrát se stala lyžařskou mistryní SSSR a třikrát vyhrála Holmenkollenský lyžařský festival. Byl jí udělen řád Odznak cti.
V roce 1967 ukončila závodní kariéru, poté se objevily se spekulace, že toto rozhodnutí souvisí se zavedením povinných testů pohlaví na olympiádě v Grenoblu. Vystudovala pak Uralský státní pedagogický institut a věnovala se trenérské činnosti. V Jekatěrinburgu se na její počest koná lyžařský memoriál.